# محمد زايد الألمعي
محمد بن زايد بن محمد الألمعي (1958- 18 ديسمبر 2023) شاعر وصحفي سعودي. ولد في قرية رجال ألمع بمنطقة عسير في المملكة العربية السعودية. تخرّج في كليّة المعلّمين ثم درس الزراعة في جامعة الملك عبد العزيز. عمل في التعليم مدّةً، ثم انتقل إلى العمل الصحفي، حيث حرّر الصفحات الثقافيّة في جريدة البلاد، ثم أسّس بالاشتراك مجلّة «بيادر» الأدبية التي تصدر عن نادي أبها الأدبي.

## سيرته
ولد محمد بن زايد بن محمد الألمعي سنة 1377 هـ / 1958 م في رجال ألمع في محافظة رجال ألمع الواقعة بمنطقة عسير جنوب غرب السعودية. تخرّج في كليّة المعلمين ثم درس الزراعة في جامعة الملك عبد العزيز. عمل في التعليم عدة سنوات، ثم دخل الصحافة حيث كان محرّرًا للصفحات الثقافية بجريدة البلاد. أسس مع زملاء له مجلة بيادر الأدبية الصادرة عن نادي أبها الأدبي. هو عضو الجمعية العربية السعودية للثقافة والفنون ونادي أبها الأدبي ونادي جدة الأدبي. وله مشاركات في الأمسيات الشعرية والندوات واللقاءات داخل المملكة وخارجها.

## شعره
قال عنه مازن عليوي «ليس مجرد شاعر، بل هو فيلسوف في الشعر، يكتب بعمق ولديه قدرة على صناعة الدهشة والصورة الحديثة غير التقليدية». وعن تجاربه الشعرية رغم المفارقة في عدم إصداره حتى الآن ديواناً شعريا واحداً قال عبد الله السمطي: «إن في قصائد زايد ما يشي بالتأمل فهو على نقيض ما يتبدى من غزل المكان ومديح ظاهري . فمنشورات زايد تؤكد على قيم جمالية مثلى تمثلت في القلق الإنساني وقيم القبيلة والتحزب الفكري وأضاف أن قصيدة محمد زايد الألمعي التي قد تدرج في ذاتيتها المتكسرة المتشظية كما في قصيدته «في مهب الطفولة» قد تستوي في بعدها الناقد لقيم القبيلة والتعصب كما في قصيدة «عندما يهبط البدو»». وصنّفه أحمد التيهاني «من الشعراء الساردين أو السرديين، لكنه لا يستخدم السرد مجردا من الرؤية، ولا يلجأ إليه إلا عندما يتيقن من أنه يخدم الفكرة العامة للقصيدة، ويضيف إليه». من قصيدته في مهب الطفولة:
عند فاصلة في مهب الطفولة
أوقفني حيث كان الولد
أراني دفاتره وخرائط أحلامه
كان نبتاً بهياً كأسلافه الجبليين
من أزل الروح حتى الأبد
كان يقرأهم ويعيد قواميسهم مثلهم
فيسمي القرى وطنًا
والحقول بلد
وكان يباهي بأن غرسوا باسمه سدرة إذْ وُلد
وقال سأُسكنُ فيها يمامًا ليغرقها بالهديل
إذا ما لقيتُ الصبايا صباح الأحد
وقال سأنخب منهن واحدة وأعتقها في خوابي المدينة حتى تفوح كصيف
وتعبقَ ريحانةً وتسيلَ بَرَد
وقال سأطلقها في دروب المدينة
مهرة حريَّة
....
يا لهذا العجوز الولد..

## حياته الشخصية
زوجته هي الشاعرة اليمنية ابتسام المتوكل.

## مؤلفاته
- «قصائد من الجبل»، 1983، ديوان شعري بالاشتراك.

### ديوانه
بعد وفاة الألمعي، وجه وزير الثقافة الأمير بدر بن عبد الله بن فرحان آل سعود، هيئة الأدب والنشر والترجمة، بالمبادرة بجمع وطباعة أعماله الشعرية.

## وفاته
توفي في القاهرة يوم الاثنين 18 ديسمبر 2023م، الموافق 5 جمادى الآخرة 1445هـ إثر تعرضه لجلطة دماغية.